# Panserbizm

Flaga serbska.

Panserbizm – XIX-wieczny ruch polityczny, stawiający sobie na celu jedność wszystkich Serbów rozprzestrzenionych na terenach całego półwyspu bałkańskiego.

## Początki
Serbski polityk Ilija Garašanin (1812–1874) zamienił słowo „słowiański” na „serbski” w terminie „panslawizm”. Zastąpił także etniczny nacjonalizm słowiański przez serbski. Panserbizm stał się wyrazem gniewu przeciwko wiekom tureckiego panowania na Bałkanach.

## Ideologia
Panserbizm jest afirmacją przewagi serbskiej nad innymi słowiańskimi narodami zamieszkującymi półwysep bałkański, jak również jego praw do podboju wszystkich słowiańskich ziem na południe od Dunaju. Panserbizm rozwija się odkąd pojawił się w drugiej połowie XIX wieku, a jego wpływ na wszystkie warstwy społeczeństwa serbskiego zwiększył się znacznie. Później panserbizm znalazł swój wyraz w utworzeniu Jugosławii, mającej być unifikacją Słowian południowych.